# Christian Steinmetz
Christian Steinmetz (Milwaukee, 28 giugno 1882 – Milwaukee, 11 giugno 1963) è stato un cestista statunitense, membro del Naismith Memorial Basketball Hall of Fame dal 1961.

## Biografia
Fu uno dei primi grandi realizzatori, ed è considerato il padre della pallacanestro nel Wisconsin.
Frequentò l'high school alla Milwaukee's South Division, dove divenne uno dei leader della squadra di pallacanestro e di atletica leggera.
Nel 1903 giocò nei Wisconsin Badgers dell'Università del Wisconsin-Madison. In tre stagioni disputò circa 40 incontri, mettendo a segno circa 1.000 punti. Era alto 173 cm.
Dopo essersi laureato in legge, esercitò la professione di avvocato a Milwaukee per oltre cinquant'anni. Rimase nel mondo della pallacanestro, allenando e arbitrando diverse squadre locali.